# Decazyx esparzae
Espèce
Statut de conservation UICN

 CR C2b : 
En danger critique
Decazyx esparzae est une espèce de plantes de la famille des Rutaceae.

## Publication originale
- Boletín de la Sociedad Botánica de México 43: 1–3, f. [p. 2]. 1982[1983].